# Réticulum sarcoplasmique
Le réticulum sarcoplasmique est le nom donné au réticulum endoplasmique lisse des cellules musculaires striées squelettiques, lisses et cardiaques. Il fut décrit pour la première fois par Emilio Verratti (1872-1967) dans les fibres du muscle squelettique. Ce compartiment est une réserve interne d'ions Ca2+ (on l'appelle pour cette raison aussi calciosome) qui se déversent dans le cytoplasme en réponse à l'arrivée d'une dépolarisation de la membrane plasmique causée par la fixation de l'acétylcholine sur des récepteurs nicotiniques de la cellule musculaire.
Cette augmentation de calcium cytoplasmique provoque la contraction musculaire en permettant l'interaction entre la myosine et les microfilaments d'actine. Le calcium est ensuite repompé (grâce à une pompe consommant de l'ATP) dans le réticulum sarcoplasmique.
Le réticulum sarcoplasmique déploie son réseau de manière particulière entre la membrane cytoplasmique et 
le sarcomère. De telle sorte qu'un potentiel d'action se propage le long du réticulum sarcoplasmique, et que le calcium libéré soit directement en contact avec le sarcomère pour lancer la contraction (schéma d'un sarcomère avec le réticulum sarcoplasmique mis en évidence, plus d'explication sur le système T, etc.).

## Structure
Le réticulum sarcoplasmique (RS) appartient au système endomembranaire et se trouve dans les muscles squelettiques.
Le RS forme un réseau de canalicules et de saccules qui entoure les myofibrilles à l'intérieur de la fibre musculaire. Les myofibrilles sont séparées en plusieurs stries. On trouve à la fin de chaque strie la citerne terminale du RS. À la jonction entre deux citernes terminales se trouve un tubule transverse (tubule en T qui est une invagination du sarcolemme). L'ensemble citerne terminale du RS d'une première strie, tubule transverse, et citerne terminale au niveau des disques A et I du RS d'une seconde strie forme une triade,. 
On trouve des mitochondries (respiration) et des granules de glycogènes liées au réticulum sarcoplasmique, elles servent à fournir de l'énergie qui sera utilisée lors de la contraction musculaire. 
Pour réaliser ses fonctions, le réticulum sarcoplasmique contient une protéine : la calséquestrine, une pompe ATPase(SERCA1a au niveau des muscles squelettiques et SERCA2a au niveau des muscles cardiaques), et des récepteurs : les récepteurs de la ryanodine (RYR1 au niveau des muscles squelettiques et RyR2 au niveau des muscles cardiaques) qui sont en corrélation avec des récepteurs du tubule transverse, les récepteurs des dihydropyridines.

## Fonctions

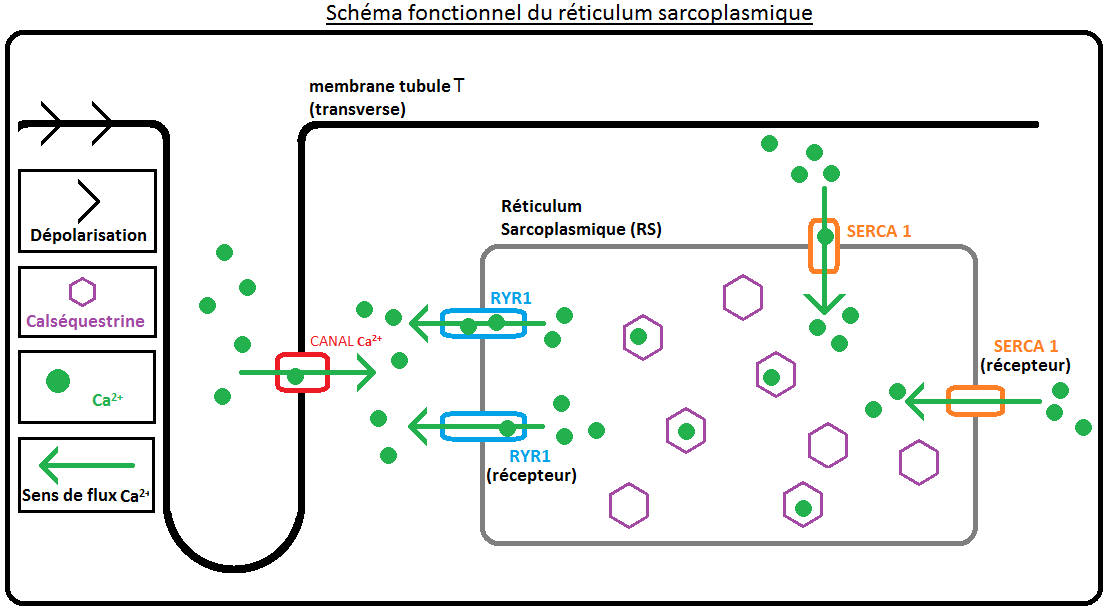
Fonctionnement du réticulum sarcoplasmique lors de la contraction musculaire

Le réticulum sarcoplasmique (RS) a un rôle dans le stockage des ions calcium dans les cellules musculaires et donc dans la régulation de l’homéostasie. Il a aussi un rôle dans la détoxification de molécules toxiques et la prolifération cellulaire (= division cellulaire), l’apoptose et le métabolisme cellulaire. Il synthétise aussi des lipides.
Son rôle majeur réside dans la contraction musculaire. En effet lorsqu’un influx nerveux (par dépolarisation)  arrive au niveau des tubules T (transverses) il se propage le long de sa membrane. Lorsque la dépolarisation arrive au niveau d’un canal calcique, elle déclenche son ouverture et laisse entrer des ions calcium (Ca²⁺) dans le sarcoplasme (cytoplasme des cellules musculaires). Les récepteurs ioniques RyR (RyR1 des muscles squelettiques ou RyR2 du cœur) du RS comprennent l’entrée du Ca²⁺, dans le sarcoplasme, comme un signal pour libérer le  Ca²⁺ (que le réticulum sarcoplasmique stocke) sur les myofibrilles. La libération du Ca²⁺  sur les myofibrille entraîne la contraction musculaire.  
Pour relâcher le muscle il suffit au RS de pomper les ions calcium, pour cela il utilise les récepteurs membranaires SERCA (SERCA1 des muscles squelettiques de type rapide ou SERCA2 du cœur et des muscles striés squelettiques de type lent) qui sont en réalité des pompes ATPase.
Les récepteurs RYR (récepteurs à la ryanodine) sont des canaux calciques Ca²⁺ dépendant, et la pompe SERCA est une pompe Ca²⁺ /ATPase . Le phospholambane est une protéine régulant la perméabilité des pompes SERCA et donc le stockage de Ca²⁺.
« Les canaux calciques impliqués dans la libération massive de calcium, pour la contraction musculaire, sont localisés au niveau des citernes terminales du RS. Cette région contient également des protéines à fortes capacités de stockage de calcium », comme la calséquestrine. « Ces protéines permettent de stocker le calcium en grande quantité dans le RS » sans que la concentration en calcium soit toxique.

## Maladies

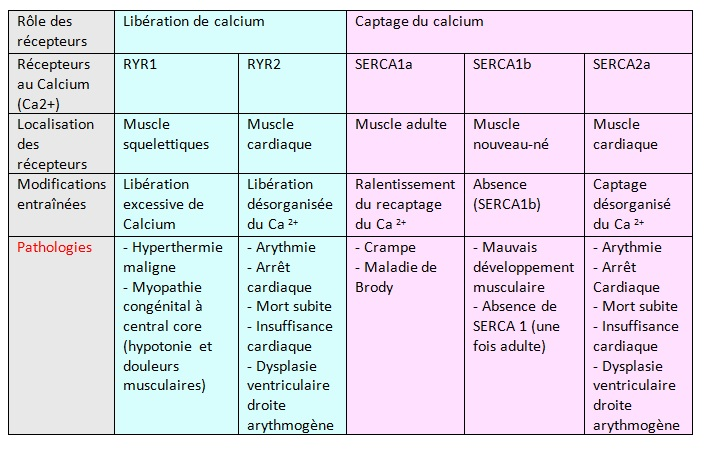
Pathologies liées aux modifications du réticulum sarcoplasmique

Le réticulum sarcoplasmique est peu connu et est souvent confondu avec le réticulum endoplasmique. Cependant, une seule modification fonctionnelle du RS peut entraîner des pathologies ou des incommodités importantes.
cf tableau : Maladie de Brody, dysplasie ventriculaire droite arythmogène
Définition : L'Hypotonie est un manque de tonus musculaire (ex : enfants mous).